# 月瀬の大スギ

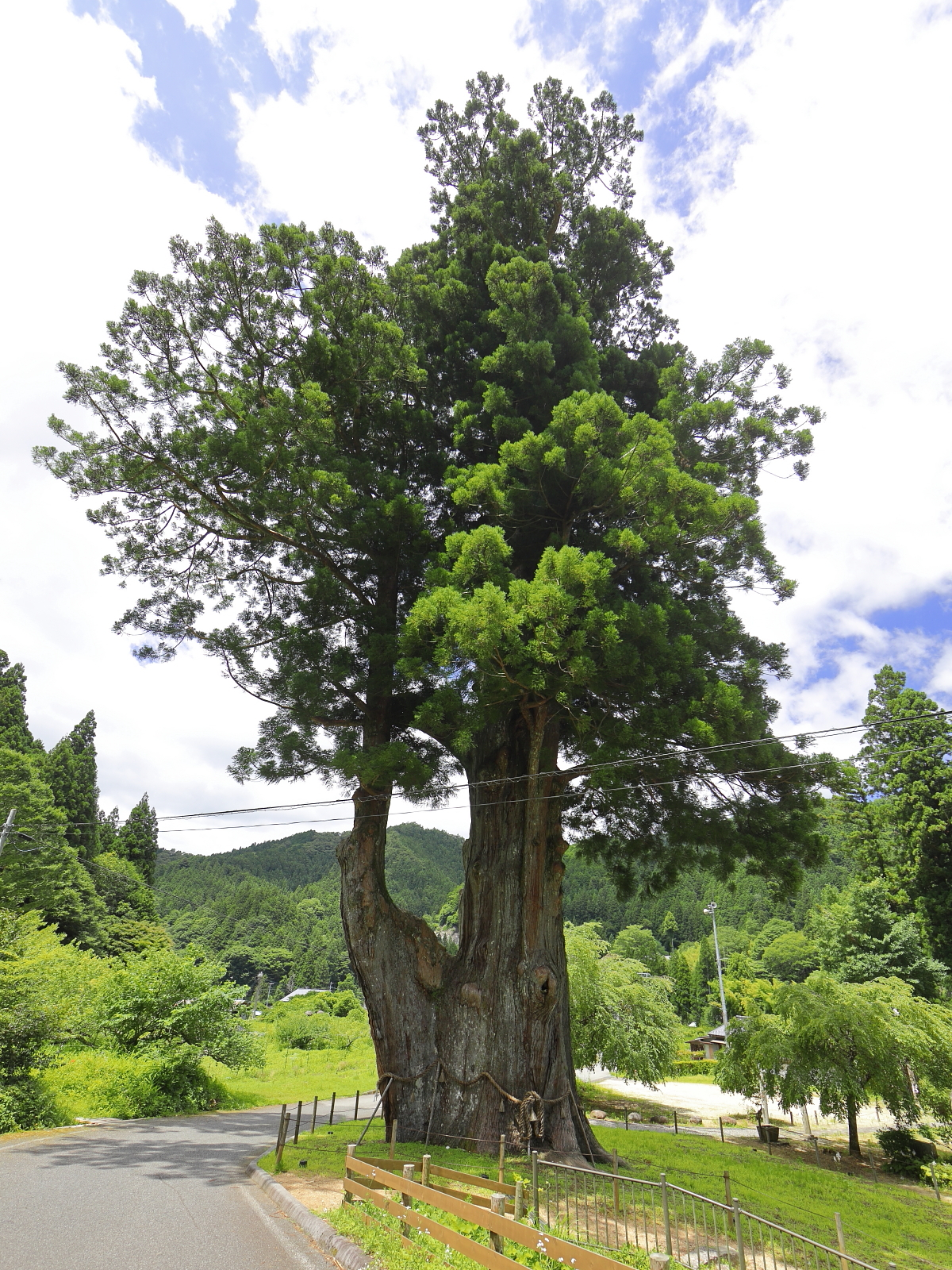
月瀬の大スギ
（2022年（令和4年）7月）

月瀬の大スギ（つきぜのおおスギ）は、長野県下伊那郡根羽村平の月瀬地区（月瀬神社跡地）に生育しているスギの巨木である。樹高は40メートル、幹回りは13.8メートルあり、長野県で最大の巨木である。推定の樹齢は、1500年とも1800年ともいわれる。このスギの大枝が折れるときは、変事の発生や悪疫流行などの前兆であると伝えられる。一方では虫歯の痛み止めに霊験あらたかとされ、地域の人々は神木として「大杉様」と呼んで崇敬している。
このスギは江戸末期と明治期にあった伐採の危機を、地域の人々の尽力で乗り越えた。1944年には、国の天然記念物に指定されている。

## 由来
月瀬の大スギは、根羽村の西部で愛知県との県境にほど近い月瀬地区（旧月瀬村）に生育している。真っ直ぐに伸びた主幹に根元近くから分かれて張り出した支幹が寄り添うようにそびえ、樹勢は盛んである。1991年に実施された環境庁の調査では、長野県で最大の巨木であり、スギとしては全国で6番目の巨木とランク付けされた。1928年には長野県の天然記念物に指定され、1944年11月13日には、「杉の巨樹として稀有のもの」として国の天然記念物に指定された。
月瀬地区には、このスギの大枝が折れるときは、戦争などの変事の発生や悪疫が流行するなどの凶事が起こる前兆だとの言い伝えがある。1880年（明治13年）の悪疫流行、日清・日露の両戦争やシベリア出兵、満州事変などの発生前に、このスギの大枝が折れ、太平洋戦争の開戦前にも同様に大枝が折れたといわれる。その一方、虫歯の痛み止めに霊験あらたかとされ、地域の人々の間では、虫歯が痛むときにスギにお参りすると痛みが鎮まると伝えられている。
地域の人々は月瀬神社の御神木「大杉様」として、古くからこのスギを大切にしてきた。他の巨木の多くと同様に、このスギにも伐採の危機があり、それを乗り越えてきた。最初は江戸末期、1844年（弘化元年）のことで、1657年（明暦3年）に発生した明暦の大火で焼失したままになっていた江戸城本丸の再建用にと要求された。人々は先祖代々崇敬してきた御神木を守ろうと団結したため、この話は沙汰やみとなった。明治時代に入ると、神社統合政策の影響で1908年（明治41年）に月瀬神社も他の村社8柱と合祀されることになった。神社の敷地も境内の立木も村有になったため、全部売却する話が進んでいた。月瀬地区の人々は御神木の売却を惜しみ、無尽講を結成して十数年にわたってお金を積み立て、当時の金額で800円を拠出し、1000円の値段で売却されかかっていたスギを村から買い戻すことに成功した。
これだけ立派なスギではあったが、周囲の道路が狭く、駐車場もないなどの課題があり、観光に訪れる人にもゆっくり楽しんでもらうことを目指し、テニスコート・ゲートボール場・トイレ棟・あずま屋などのある公園として整備され、2015年3月に「月瀬の大杉公園」として大型バス6台、普通車14台が駐車できる駐車場が国道153号沿いに整備された。当地では、全戸交替でのトイレ清掃や地元の老人クラブ有志が草取りなどを毎週行い、このスギの保存と周辺の整備に努めている。
2014年2月の大雪で枝が折れる被害が発生したが、この枝の一部を長野県林業総合センターでさし木により増殖させることに成功し、2017年3月19日に後継樹の里帰りとして「大杉公園植樹祭」が開催され、大杉公園内に5本が植栽された。

## 所在地
- 長野県下伊那郡根羽村平

## 交通

### 車
- 中央自動車道 飯田インターチェンジから約60分。
- 東海環状自動車道 豊田勘八インターチェンジから約75分。
- 猿投グリーンロード 力石インターチェンジから約70分。

### 公共交通機関
近隣のバス路線は1日3〜5本の運行でかつ、飯田市・豊田市などの中心部と直通しておらず、利便性が高いとはいえない。
- JR飯田線 飯田駅からバスで約1時間半、西部コミュニティバス「根羽」停下車徒歩20分。途中、駒場で乗り換えが必要となる。
- 名鉄三河線・豊田線 豊田市駅からバスで約2時間、稲武地域バス「月瀬」停下車徒歩5分。途中、足助と稲武で乗り換えが必要となる。